# Anduze
Anduze (Andusa in occitano) è un comune francese di 3 362 abitanti situato nel dipartimento del Gard, nella regione dell'Occitania.

## Società

### Evoluzione demografica
Abitanti censiti

## Economia
Anduze è conosciuta per una fonderia di zinco e per i suoi manufatti in terracotta. Da Anduze parte il treno a vapore delle Cevenne.